# 松尾亜衣
松尾 亜衣（まつお あい、1988年2月28日 - ）は、モデル・タレント。
佐賀県出身。2008年に関西のミスコン『プリンセス関西2008』（プリカン）に出場しグランプリ獲得。以降、テレビなどに出演するようになる。血液型はB型。神戸市外国語大学卒業。

## 出演

### テレビ番組
- 「MU-GEN」（チバテレ)
- 「チュートリアルのチューして!」(KTV)
- 「鉄筋base」(KTV)
- 「世間の裏側のぞき見バラエティ ウラマヨ!」（KTV）
- 「ビーバップ!ハイヒール」（ABC)

### その他
- 「職業選手名鑑」（週刊プレイボーイ）
- 「日刊スポーツコムお天気コーナー」（日刊スポーツ)
- 「YUIプロモーションビデオ」（Music Japan TV)
- 「Girls Open Mode」（Music Japan TV）
- 「美少女マップ」（BeeTV）
- 「ハンサム★スーツ舞台挨拶」
- 「The Love Time 18」（ラジオ京都)

## 関連人物
- 安枝瞳 - スタイルコーポレーション所属のレースクイーン・タレント。2010年にイベントで共演したことがある[2]。